# 大龜文
大龜文，或譯大龜汶，是史前時期臺灣原住民排灣族建立的一個酋邦，於荷蘭文獻提及「福爾摩沙十一郡省」中被稱為塔卡波德（Takabolder），在清領後期被稱為瑯嶠上十八社或大龜文十八社。大龜文並非鬆散的部落聯盟，而是一個有組織與規模的聯盟實體政權，其社會制度以眾多部落氏族或家系所構成，為一個大型的貴族社會，由兩大頭目家系共同掌握政治權力，主導大龜文的兩大家系分別是鳩冷部族（外文社）和邏伐尼耀部族（內文社）。酋邦國最強盛時期曾統治23個盟部以及數個漢人「加祿堂、枋山、莿桐村及楓港」一帶村落。其存在時代橫跨史前、荷治、明鄭、清治以及日治。
現今大龜文群後裔傾向使用大龜文王國，且獅子鄉公所一度使用此稱呼，但此舉遭到其他排灣族和學界的質疑，同為大龜文後裔的民族學博士葉神保認為「王國」似乎與排灣族社會組織不相對稱，大龜文還是在酋邦政治之雛形，稱之王國還有一段距離，而應稱之為超部落型「酋邦」。而警大陳添壽教授也認為從學術嚴謹來說大龜文不能稱作「王國」。

## 歷史
大龜文的起源最早可以追溯到十七世紀前的台灣史前時代，當時生活在加祿堂（主要位於今屏東縣枋山鄉加祿村，為該鄉最北部的聚落）以南的區域的矮人族涅德勒消失後，當地發展出了數十個部族，但由於受到其他部族的攻擊，被迫往東投靠位於今獅子鄉內部的鳩冷家族（或稱外文社）和邏伐尼耀家族（或稱內文社），形成主從關係，並逐漸形成王國的雛形，如外獅頭社的傳說中，當地居民在約十六世紀末至十七世紀初時居住於豬朥束社（今屏東縣滿州鄉境內）附近，後來在對抗其他部落的過程中先後在約十七世紀中後期遷至莿桐腳（今屏東縣枋山鄉枋山村）東方的圓山埔山腳、末期時遷入獅子鄉內山的舊社位置，但由於在十八世紀後期時又遭受到望嘉部落（位於今屏東縣新埤鄉）的攻擊，向鳩冷家族求助並向開始向其納貢，五年祭也一起舉辦，最後被納入大龜文的勢力範圍。但後來因為人口增加，兩個家族都被迫往外發展更多耕地和住所，雙方在歷經了一定程度的衝突、競爭之後，逐漸轉為合作關係以應對來自外部更大的威脅和社會變遷。
西元十七世紀，台灣進入荷治時期，大龜文自此開始出現在歷史資料中。此時，瑯嶠諸村是南排灣一帶的統稱，其中包括大龜文以及斯卡羅族的「瑯嶠君主」。在荷治時期前期，大龜文社與東印度公司關係友善，大員當局對其也相當禮遇，南路地方會議中所使用的排灣語，被荷蘭人稱為「大龜文語」。雖然如此，大龜文社在多數時間仍消極抵制地方會議，往往由長老派遣僕人代行或託藉口缺席，大龜文社「長老」僅於1644年曾前往參加。大員當局希望大龜文社等三個社能遷往山下，大龜文社「長老」亦不斷以藉口拖延。
1647年，內獅頭社分裂為親荷與反荷兩派:69。
1661年初，因為大龜文與平埔馬卡道族和漢人長期的衝突紛爭，大員當局對大龜文發動兩次大規模征討。雙方對結果的陳述南轅北轍，荷蘭文獻記載成功攻下焚毀力里社，但排灣族流傳的口述歷史，卻是三百年前祖先幾乎全滅入侵獅頭社的荷蘭軍隊。不論勝敗，該次的軍事行動對當年即將面對與鄭成功決戰的大員當局，在政治和軍事上均可能有相當負面的影響。
大龜文社荷蘭和明鄭時期勢力還很弱小，在清初時期大龜文被歸納入瑯嶠十八社之中，後被歸入卑南覓七十二社。這是因原住民族原本多為較小的獨立酋邦，但在荷蘭人、漢人和其他大酋邦等進逼下，被迫依附其他強大的酋邦。隨著周圍勢力的逼迫和南方斯卡羅酋邦衰退，大龜文與鄰近部落建立從屬關係，逐漸擴大勢力。在清治後期時，從台灣南部恆春半島的率芒溪以南，楓港溪（南迴公路）以北的地區，由南排灣建立的大龜文酋邦統治，又稱為「大龜文十八社」、「瑯嶠上十八社」。日軍風港營所雜記記載：「南起風港之東背，而北塈枋寮之東背，西與風港及莿桐腳、崩山、加落堂隔一嶺為黨，而東與山后未開接壤，人員戶數未詳。」目前可知勢力最強盛時包含23個部落及數個漢人村落:157，主要統治階級為兩大宗主頭目家族，酋長稱之為，擁有幾乎全部土地所有權。一直到清廷統治台灣末期，1874年的《風港營所雜記》記載，領地內23部落繳貢金，而莿桐腳庄（今枋山村）、加洛堂庄等漢人村莊仍然是向大龜文繳納番租。
1874年，牡丹社事件爆發，日本派兵約3600人前往台灣，攻打瑯嶠下十八社，北路日軍駐紮於風港（今楓港）。6月，部分瑯嶠上十八社族人向日軍歸順。8月，莿桐腳與崩山兩庄（今枋山村）漢人受到攻擊，請求日本保護，日軍遂北上屯兵於莿桐腳崩山。當年年底日軍撤離台灣，獅頭社族人乘機出草，再與漢人爆發衝突。1875年，獅頭社之役爆發，沈葆楨奏請進討，以唐定奎率淮軍與鄉勇數千，由南勢湖往山地推進，在激戰後攻破草山、竹坑等社。4月，雖清軍受疫疾所擾，唐定奎親自督軍強攻內獅頭社，大龜文出兵援助，但中伏而敗，總頭目之弟阿拉擺陣亡。之後清軍再攻破外獅頭社，總頭目率眾投降。
1886年內文社、外文社歸化清廷恆春縣，清廷發給頭目銀元，責令內文社管轄其他番社共七社，外文社管轄其他番社共十二社，其中各社社內設立正副社長，設若干通事，並清算戶口清冊。清廷同時命各社不可互相戕害，若有紛爭盡赴官府控訴，內文社、外文社於是剃髮歸順。
1914年大龜文酋邦等排灣族酋邦響應力里社反日，爆發南蕃事件。
2003年獅子鄉文化館開始著手活化，於2007年至2011年期間爬梳文獻，鎖定三大重大歷史事件：1661年初荷蘭與大龜文的戰役、1875年的獅頭社戰役，以及1934年的內文社五年祭，在重整大龜文王國面貌的過程中，給予獅子鄉文化館的定位與經營方向，並展現其獨特性。以此開啟耆老說故事、耆老論壇、論文發表會及重回舊社遺址等系列活動，重啟鄉民的文化生活、族群自信，建構並重現「大龜文王國」。
2021年10月9日，大龜文青年聯盟於獅子山廣場辦理第一次「南蕃事件」慰靈活動紀念，透過儀式、勇士舞、吟紀念詩、歷史講座等活動，希望讓與會者了解此事件的重要性。青年聯盟於現場提出訴求，爭取列入台灣原住民族重大歷史事件，未來能將南蕃事件、獅頭社戰役之過程整理成專書出版，並仿照牡丹社事件設立紀念園區、立紀念碑，使祖先榮耀捍衛家園的歷史不被埋沒。本次活動，亦經邏伐尼耀家族大頭目陳美蓮及鳩冷家族大頭目謝仁彥二大頭目家族認同下，訂定每年10月10日為大龜文「南蕃事件」紀念日。

## 政治

### 政治體制
大龜文是由兩大頭人家族：Tjuleng以及Ruvaniaw共管，Tjuleng家族管理十八社；Ruvaniaw家族管理其餘五社。在荷治時期，其轄下族人及外來移民均向頭目及貴族納稅，不須向位於大員的荷蘭東印度公司政府納稅，是事實獨立的政權。頭目之政治權力是建立在複合之封建主權聯合部落，以「頭目」、「貴族」、「代管者」、「庶民」等階層關係，聯合各部落領袖及屬民而成為一大領地。

### 軍事與防衛
大龜文酋邦屬於獵首民族之一，敵對部落間時常互相交戰，故酋邦內所有部落的成年男子都有防禦部落的義務。
大龜文的軍事組織是以成年男子為主，平日負責打獵農耕，各司其職，當戰爭來臨時，會立刻編組戰鬥。

## 年表
- 1638年8月　大龜文（Tocobocobul ）首次出現在荷蘭東印度公司初級商務員Maerten Wesselingh 的記錄中
- 1639年3月　Maerten Wesselingh的記錄中表示：「與瑯嶠為敵的大龜文願意與公司和好」
- 1642年2月　荷蘭東印度公司軍隊由陸路自卑南行經大龜文，並返回大員
- 1642年12月　荷蘭要求搬遷至放索南部三英哩到四、五英哩處
- 1644年4月　大龜文頭目Timos 參加南路地方會議
- 1647年4月10日　台灣長官歐沃德（Pieter A. Overwater）指示討伐大龜文社與內獅頭社
- 1650年　   內獅頭社受大龜文保護
- 1655年　   大龜文派長老的兒子參加南路地方會議
- 1661年2月　荷蘭東印度公司征討大龜文與內獅頭，勝負不明
- 1874年　   牡丹社事件
- 1875年　   爆發獅頭社戰役
- 1914年　   爆發南蕃事件
- 2021年     舉行第一次南蕃事件慰靈紀念活動

## 相關作品
- 《獅頭花》，陳耀昌著，台灣，INK印刻出版，2017年10月。

## 外部連結
- 蔡宜靜.  (PDF).   [2014-02-09]. （原始内容 (PDF)存档于2014-02-22）.
- 蔡宜靜.  (PDF).   [2014-02-09]. （原始内容 (PDF)存档于2019-05-02）.
- 蔡宜靜. .   [2022-11-28]. （原始内容存档于2022-11-28）.

- .   [2020-12-07]. （原始内容存档于2020-12-07）.

- (PDF).   [2020-12-07]. （原始内容存档于2020-12-07）.

- (PDF).   [2021-11-10]. （原始内容存档 (PDF)于2021-11-10）.

- .   [2021年10月13日]. （原始内容存档于2021年10月30日）.